# Szczodrowice
Szczodrowice (niem. Wammen) – wieś w Polsce położona w województwie dolnośląskim, w powiecie strzelińskim, w gminie Strzelin.

## Podział administracyjny
W latach 1975–1998 miejscowość administracyjnie należała do województwa wrocławskiego.

## Zabytki
- piętrowy pałac wybudowany w XVI w. w stylu renesansowym na planie prostokąta, przebudowywany w 1840 r. i pod koniec XIX w. Kryty  czterospadowym dachem mansardowym. Główne wejście umieszczone centralnie przed tarasem. Prowadzą do niego schody. Nad skromnym portalem płycina z inskrypcją i herbami rodzin von: Axleben (po lewej) i Czirn (po prawej)[4].

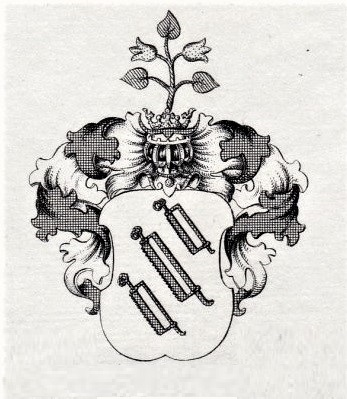
Herb von Axleben
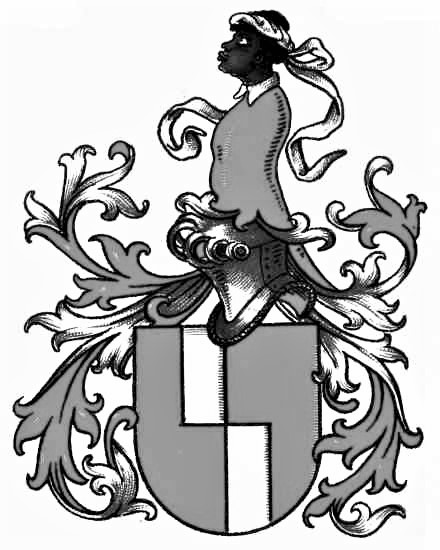
Herb von Czirn